# FuzzyCLIPS
FuzzyCLIPS, (от англ. «Нечёткий» CLIPS) — это расширение CLIPS, оболочки экспертной системы от NASA. Было разработано Группой интегрированного вывода (Integrated Reasoning Group) Института информационных технологий, входящего в Национальный Исследовательский Совет Канады. Широко распространялось с 2000 года.
Расширение улучшает возможности CLIPS, предоставляя возможности нечёткой аргументации, которая полностью интегрирована с фактами и предположениями ядра CLIPS, что позволяет представлять и манипулировать нечёткими фактами и правилами (составляющими нечёткой логики).
FuzzyCLIPS может иметь дело с чёткими, нечёткими (или неточными), и комбинированными аргументациями. Это позволяет свободно смешивать нечёткие и нормальные условия, в правилах и фактах экспертной системы. Система использует два понятия мягких вычислений: нечеткость и неопределённость. FuzzyCLIPS предоставляет полезную среду для разработки приложений использующих нечёткую логику в системах принятия решений.
Значительные усилия требуются для поддержания и обновления этой надстройки в связи с выходом новых версий CLIPS.
Расширение было доступно бесплатно только для некоммерческого использования.

## Aka
- CubiCalc